# ナショナル・ヘリテージ・フェローシップ
ナショナル・ヘリテージ・フェローシップ（National Heritage Fellowship）は、フォークアートあるいは伝統芸術の芸術家に対してアメリカ合衆国の国立芸術基金が贈る生涯功労賞である。日本における人間国宝に相当するものであり、同賞は米国政府のフォークアート、伝統芸術に対して贈る最高の名誉である。授与されるのは生涯一度限りであり、アメリカ合衆国に永住権のある存命の市民が対象となる。例年、同賞は7～15人のアーティストあるいはグループに対してワシントンD.C.の式典において授与される。
受賞者（フェロー）は、市民によって推薦される。推薦数は平均で毎年200件以上である。推薦者の中から、一般人1名、民俗学者、その他様々な文化分野の専門知識を持つ専門家で構成される持ち回りの審査委員会が候補者を選定する。候補者は国立芸術評議会によって審査され、国立芸術基金の理事長が最終決定を下す。2024年現在、広範囲な分野の487のアーティストがフェローシップを受賞している。

## 来歴
この賞は、5年の準備期間を経て、1982年にNEAの伝統芸術プログラムの初代ディレクターだったベス・ローマックス・ハウズによって正式に設立された。1982年時点では表彰とともに贈られる賞金は5千ドルであったが、1993年に1万ドル増額された。2009年以降の賞金は2万5千ドルとなっており、これは「状況を変えるには十分だが、自惚れるほどの額ではない」とされている。各受賞者はアメリカ合衆国大統領より表彰状、賞金、およびお祝いの手紙を受け取る。
表彰のイベントは例年秋に行なわれ、授賞式、晩餐会、そして一般公開コンサートで構成される。授賞式は、これまでNEA本部、フォード劇場、ジョージ・ワシントン大学、議会図書館など米国首都ワシントンD.C.の様々な会場で開催されている。1995年には初めてホワイトハウスで開催された。2000年以降は晩餐会については、議会図書館のグレート・ホールで開催されている。コンサートは受賞者による音楽パフォーマンスを始め、工芸のデモンストレーション、インタビューなどが行なわれる。コンサートの司会進行役は、過去にはフォーク歌手のピート・シーガー、女優のルビー・ディー、作家のスタッズ・ターケル、ジャーナリストのチャールズ・クラルト、そして1997年以降はラジオ番組「American Routes」のホストのニック・スピッツァといった面々が務めた。2010年以降は、フォローシップのコンサートはNEAのウェブサイトから配信され、YouTubeにアーカイヴされるようになった。
2000年、NEAはフェローシップと併せベス・ローマックス・ハウズ賞を創設した。この賞は「伝統芸術の卓越性を育み、その活力を確保し、一般の人々の理解を促進する功績を挙げた個人に贈られるもの」であるとしている。ハウズ賞は2000年以来毎年授与されており、「主に教育、擁護活動、重要なレパートリーの組織化と保存を通じて、それぞれの芸術的伝統に多大な貢献をしたアーティストを表彰する。また、プロデューサーや活動家など、伝統芸術家の機会と一般の認知度を包括的に高めた個人も表彰する。」

## 出版物
- 1992年には、フェローシップ受賞者36名の芸術性を特集した「アメリカの生きた民俗伝統」という巡回展（1991～1994年）に合わせて「アメリカの民俗芸術の巨匠たち：ナショナル・ヘリテージ・フェローズ」という姉妹巻が出版された[1][8]。
- 最初の20年間の受賞者の伝記辞典2巻が「伝統芸術の巨匠たち」と題され、2001年に出版された[9]。
- 2006 年に、ナショナル・ヘリテージ・フェロー 5人を特集した「非凡な庶民たち: 伝統芸術における 5 人のアメリカの巨匠（Extraordinary Ordinary People: Five American Masters of Traditional Arts ）」（アラン・ゴーヴナー著、キャンドルウィック・プレス）と題された若年層向けの書籍が出版された[10]。

## 受賞者
受賞者には、ネイティブアメリカンの籠編み職人、アフリカ系アメリカ人のブルース・ミュージシャン、伝統的なフィドル奏者、メキシコ系アメリカ人のアコーディオン奏者、そして様々な民族的背景を持つあらゆる種類の伝統的な職人や演奏家が含まれる。
以下、ナショナル・ヘリテージ・フェローシップの年別受賞者を挙げる：

### 1982年
- Dewey Balfa（デューイ・バルファ）、ケイジャン・フィドラー
- Joe Heaney（ジョー・ヒーニー）、アイルランドのシャン・ノース歌手
- Tommy Jarrell（トミー・ジャレル）、アパラチアン・フィドラー
- Bessie Jones（ベッシー・ジョーンズ）、歌手、ジョージア・シー・アイランド・シンガーズのメンバー
- George López（ジョージ・ロペス）、サント木彫師
- Brownie McGhee（ブラウニー・マギー）、ブルース・ギタリスト
- Hugh McGraw（ヒュー・マグロウ）、シェイプ・ノート歌手
- Lydia Mendoza（リディア・メンドーサ）、メキシコ系アメリカ人歌手
- Bill Monroe（ビル・モンロー）、ブルーグラス・ミュージシャン
- Elijah Pierce（イライジャ・ピアス）、彫刻家、画家
- Adam Popovich（アダム・ポポヴィッチ）、タンブリッツァ演奏者
- Georgeann Robinson（ジョージアン・ロビンソン）、オセージ族リボン職人
- Duff Severe（ダフ・サヴィア）、サドル製作職人
- Philip Simmons（フィリップ・シモンズ）、オーナメント製作鉄職人、鍛冶屋
- Sanders "Sonny" Terry（サンダーズ・"サニー"・テリー）、ブルース・ミュージシャン

### 1983年
- Sister Mildred Barker（ミルドレッド・バーカー）、シェイカー歌手
- Rafael Cepeda（ラファエル・セペダ）、ボンバー・ダンサー、ミュージシャン
- Ray Hicks（レイ・ヒックス）、アパラチアのストーリーテラー
- Stanley Hicks（スタンリー・ヒックス）、アパラチアのミュージシャン、ストーリーテラー
- John Lee Hooker（ジョン・リー・フッカー）、ブルース・ギタリスト、歌手
- Mike Manteo（マイク・マンテオ）、シチリア系 マリオネティスト（マリオネット製作者）
- Narciso Martínez（ナルシソ・マルティネス）、アコーディオン奏者、作曲家
- Lanier Meaders（ラニエ・ミーダーズ）、ジョージア州出身の陶芸家
- Almeda Riddle（アルメダ・リドル）、バラッド歌手
- Simon St. Pierre（サイモン・セント・ピエール）、メイン州出身のフランス系アメリカ人フィドラー
- Joe Shannon（ジョー・シャノン）、アイリッシュ・バグパイプ奏者
- Alex Stewart（アレックス・スチュワート）、銅、木細工職人
- Ada Thomas（エイダ・トーマス）、チティマシャ族の籠製作者
- Lucinda Toomer（ルシンダ・トゥーマー）、アフリカ系アメリカ人のキルト製作者
- Lem Ward（レム・ウォード）、アヒルのデコイ製作者、画家
- Dewey Williams（デューイ・ウィリアムズ）、シェイプ・ノート歌手

### 1984年
- Clifton Chenier（クリフトン・シェニエ）、ザディコ・アコーディオン奏者
- Bertha Cook（バーサ・クック）、結びひも細工ベッドカバー製作者
- Joseph Cormier（ジョセフ・コーミエ）、バイオリニスト
- Elizabeth Cotten（エリザベス・コットン）、ギタリスト、ソングライター
- Burlon Craig（バーロン・クレイグ）、陶芸家
- Albert Fahlbusch（アルバート・ファールブッシュ）, ハンマーダルシマー製作者、奏者
- Janie Hunter（ジェイニー・ハンター）、歌手、ストーリーテラー
- Mary Jane Manigault（メアリー・ジェーン・マニゴールト）、海藻を使用した籠の製作者
- Genevieve Mougin（ジェネヴィーヴ・ムージン）、レース細工製作者
- Martin Mulvihill（マーティン・マルヴィヒル）、フィドラー
- Howard "Sandman" Sims（ハワード・"サンドマン"・シムズ）、タップダンサー
- Ralph Stanley（ラルフ・スタンレー）、アパラチアのバンジョー奏者、歌手
- Margaret Tafoya（マーガレット・タフォヤ）、陶芸家
- Dave Tarras（デイヴ・タラス）、クレズマー・クラリネット奏者
- Paul Tiulana（ポール・ティウラナ）、エスキモーの仮面製作者、ダンサー、歌手
- Cleofes Vigil（クレオフェス・ヴィジル）、ストーリーテラー、歌手
- Emily Kau'i Zuttermeister（エミリー・カウイ・ズッターマイスター）、フラ・マスター

### 1985年
- Eppie Archuleta（エピー・アーチュレータ）、織工
- Alice New Holy Blue Legs（アリス・ニュー・ホーリー・ブルー・レッグス）、ラコタ族のキルト・アーティスト
- Periklis Halkias、クラリネット奏者
- Jimmy Jausoro（ジミー・ジョーソロ）、アコーディオン奏者
- Meali'i Kalama、キルト職人
- Lily May Ledford（リリー・メイ・レッドフォード）、アパラチアのミュージシャン、歌手
- Leif Melgaard（レイフ・メルガード）、木彫職人
- Bua Xou Mua、モン族のミュージシャン
- Julio Negrón-Rivera、楽器製作者
- Glenn Ohrlin、カウボーイ歌手、ストーリーテラー、イラストレーター
- Henry Townsend（ヘンリー・タウンゼント）、ブルース・ミュージシャン、ソングライター
- Horace "Spoons" Williams（ホラス・"スプーンズ"・ウィリアムズ）、スプーンとボーンズ（骨）の演奏家、詩人

### 1986年
- Alphonse "Bois Sec" Ardoin（アルフォンス・"ボア・セック"・アルドワン）、クレオールのアコーディオン奏者
- Earnest Bennett（アーネスト・ベネット）、木彫師
- Helen Cordero（ヘレン・コーデロ）、陶芸家
- Sonia Domsch（ソニア・ドムシュ）、ボビンレース製作者
- Canray Fontenot（キャンレイ・フォンテノー）、クレオールのフィドラー
- John Jackson（ジョン・ジャクソン）、歌手、ギタリスト
- Peou Khatna、カンボジアの宮廷舞踏師、振付師
- Valerio Longoria、メキシコ系アメリカ人のアコーディオン奏者
- Doc Tate Nevaquaya（ドク・テイト・ネヴァグアヤ）、コマンチェ族フルート奏者
- Luis Ortega（ルイス・オルテガ）、革職人
- Ola Belle Reed（オラ・ベル・リード）、アパラチアのバンジョー奏者、歌手
- Jennie Thlunaut（ジェニー・スルノート）、チルカット織りブランケット製作者
- Nimrod Workman（ニムロッド・ワークマン）、アパラチアのバラッド歌手

### 1987年
- Juan Alindato（ファン・アリンダト）、カーニバルのマスク製作者
- Louis Bashell（ルイス・バシェル）、ポルカ・ミュージシャン
- Genoveva Castellanoz（ヘノベバ・カステヤノス）、コロナ（花の髪飾り）製作者
- Thomas Edison Ford（トーマス・エディソン・フォード）。カウボーイ歌手、ストーリーテラー
- Fujima Kansuma（藤間勘須磨）、日系人歌舞伎役者
- Claude Joseph Johnson（クロード・ジョセフ・ジョンソン）、宗教歌手、弁士
- Raymond Kane（レイ・カーネ）、スラックキーギタリスト、歌手
- Wade Mainer（ウェイド・メイナー）、ブルーグラス・バンジョー奏者
- Sylvester McIntosh（シルヴェスター・マッキントッシュ）、歌手、バンドリーダー
- Allison "Tootie" Montana（アリソン・"トゥーティー"・モンタナ）、マルディグラ・インディアンのチーフ、衣装製作者
- Alex Moore, Sr.（アレックス・ムーア・シニア）、ブルース・ピアニスト
- Emilio and Senaida Romero（エミリオとセナイダ・ロメロ）、錫刺繍師
- Newton Washburn（ニュートン・ウォッシュバーン）、スプリット・アッシュ・バスケット製作者

### 1988年
- Pedro Ayala（ペドロ・アヤラ）、アコーディオン奏者
- Kepka Belton（ケプカ・ベルトン）、卵のペインター
- Amber Densmore（アンバー・デンズモア）、キルト職人、針職人
- Michael Flatley（マイケル・フラットレー）、アイリッシュのステップダンサー
- Sister Rosalia Haberl（シスター・ロザリア・ハベール）、ボビン・レース製作者
- John Dee Holeman（ジョン・ディー・ホールマン）、ダンサー、ミュージシャン、歌手
- Albert "Sunnyland Slim" Luandrew（アルバート・"サニーランド・スリム"・ルアンドリュー）、ブルース・ピアニスト、歌手
- Yang Fang Nhu（ヤン・ファン・ヌー）、織工、刺繍師
- Kenny Sidle（ケニー・シドル）、フィドラー
- Willie Mae Ford Smith（ウィリー・メイ・フォード・スミス）、ゴスペル歌手
- Clyde "Kindy" Sproat（クライド・"キンディ"・スプロート）、カウボーイ歌手、ウクレレ奏者
- Arthel "Doc" Watson（アーセル・"ドク"・ワトソン）、ギタリスト、歌手

### 1989年
- John Cephas（ジョン・シーファス）、　ピードモント・ブルースのギタリスト、歌手
- The Fairfield Four（フェアフィールド・フォー）、アカペラのゴスペル・グループ
- José Gutiérrez（ホセ・ギティエレス）、ハロチョのミュージシャン、歌手
- Richard Avedis Hagopian（リチャード・アヴェディス・ハゴピアン）、ウード奏者
- Christy Hengel（クリスティ・ヘンジェル）、コンサーティーナ製作者
- Ilias Kementzides、リラ（クレタ島の楽器）奏者
- Ethel Kvalheim、ロゼマリング画家
- Vanessa Paukeigope Morgan、カイオワ族のレグリア製作者
- Mabel E. Murphy（メイベル・E・マーフィー）、キルト製作者
- LaVaughn Robinson（ラヴォーン・ロビンソン）、タップダンサー、振付師
- Earl Scruggs（アール・スクラッグス）、バンジョー奏者
- Harry V. Shourds（ハリー・V・シューズ）、ガチョウのデコイ製作者
- Chesley Goseyun Wilson、アパッチ族のフィドル製作者[11]

### 1990年
- Howard Armstrong（ハワード・アームストロング）、ストリング・バンド・ミュージシャン
- Em Bun（エム・ブン）、シルク織工
- Nati Cano（ナティ・カノ）、マリアッチ・ミュージシャン、マリアッチ・ロス・カンペロスのリーダー[12]
- Giuseppe and Raffaela DeFranco（ジウセッペ&ラファエラ・デフランコ）、南イタリアのミュージシャンとダンサー
- Maude Kegg（モード・ケグ）、オジブワ族のストーリーテラー、工芸職人
- Kevin Locke（ケヴィン・ロック）、ラコタ族のフルート奏者、歌手、ダンサー
- Marie McDonald（マリー・マクドナルド）、レイ製作者
- Wally McRae（ウォリー・マクレイ）、カウボーイ詩人
- Art Moilanen（アート・モイラネン）、アコーディオン奏者
- Emilio Rosado（エミリオ・ロサード）、木彫職人
- Robert Spicer（ロバート・スパイサー）、フラットフット・ダンサー
- Douglas Wallin（ダグラス・ウォリン）、アパラチアのバラッド歌手

### 1991年
- Etta Baker（エタ・ベイカー）、ギタリスト
- George Blake（ジョージ・ブレイク）、 フパ-ユーロック族の工芸職人
- Jack Coen（ジャック・コーエン）、フルート奏者
- Rose Frank（ローズ・フランク）、コーンハスク織工
- Eduardo "Lalo" Guerrero（エクアルド・"ラロ"・ゲレロ）、歌手、ギタリスト、作曲家
- Khamvong Insixiengmai、歌手
- Don King（ドン・キング）、ウェスタンのサドル職人
- Riley "B.B." King（B.B.キング）、ブルースマン
- Esther Littlefield（エスター・リトルフィールド）、トリンギットのレガリア製作者
- Seisho "Harry" Nakasone（セイショ・"ハリー"・ナカソネ）、ミュージシャン
- Irvan Perez（イルバン・ペレス）、イスレニョのデシマ歌手、木彫師
- Morgan Sexton（モーガン・セクストン）、アパラチアのバンジョー奏者、歌手
- Nikitas Tsimouris（ニキタス・ツィモウリス）、バグパイプ奏者
- Gussie Wells（ガッシー・ウェルズ）、キルト製作者
- Arbie Williams（アービー・ウィリアムズ）、キルト製作者
- Melvin Wine（メルヴィン・ワイン）、アパラチアのフィドラー

### 1992年
- Francisco Aguabella（フランシスコ・アガベラ）、打楽器奏者
- Jerry Brown（ジェリー・ブラウン）、陶磁器製作者[13]
- Walker Calhoun（ウォーカー・カルホーン）、チェロキー族のミュージシャン、ダンサー、教師[14]
- Clyde Davenport（クライド・ダヴェンポート）、アパラチアのフィドラー
- Belle Deacon（ベル・ディーコン）、籠製作者
- Nora Ezell（ノラ・エゼル）、キルト製作者
- Gerald R. Hawpetoss（ジェラルド・R・ホウペトス）、メノミニー/ポタワトミ族レガリア製作者
- Fatima Kuinova, ブハラ・ユダヤ人歌手[15]
- John Naka（ジョン・ナカ）、盆栽師
- Marc Savoy（マーク・サヴォワ）、アコーディオン製作者、奏者
- Ng Sheung-Chi、muk'yu民謡歌手
- Othar Turner（オサー・ターナー）、ファイフ奏者
- T. Viswanathan、フルート奏者、歌手

### 1993年
- Santiago Almeida（サンチャゴ・アルメイダ）、コンフント・ミュージシャン
- Kenny Baker（ケニー・ベイカー）、ブルーグラス・フィドラー
- Inez Catalon（アイネス・カタロン）、フレンチ・クレオール歌手
- Nicholas & Elena Charles（ニコラス&エレナ・チャールズ）、ユピック族の木彫師、マスク製作者、皮膚縫い師
- Charles Hankins（チャールズ・ハンキンズ）、ボート製作者
- Nalani Kanaka'ole & Pualani Kanaka'ole Kanahel、フラ・マスター
- Everett Kapayou（エヴァレット・カパユウ）、メスクワキ族の歌手
- McIntosh County Shouters（マッキントッシュ・カウンティー・シャウターズ）、スピリチュアル/シャウト・パフォーマー
- Elmer Miller（エルマー・ミラー）、ハミ、拍車製作者/銀加工職人
- Jack Owens（ジャック・オーウェンズ）、ブルース歌手、ギタリスト
- Mone & Vanxay Saenphimmachak、織工、針職人、, 織機製作者
- Liang-xing Tang（湯良興）、琵琶奏者

### 1994年
- Clarence Fountain & The Blind Boys（クラレンス・ファウンテン&ザ・ブラインド・ボーイズ）、ゴスペル歌手グループ
- Liz Carroll（リズ・キャロル）、フィドラー
- Mary Mitchell Gabriel（メアリー・ミッチェル・ゲイブリエル）、パサマクォディ族の籠職人
- Johnny Gimble（ジョニー・ギンブル）、ウェスタン・スウィング・フィドラー
- Frances Varos Graves（フランセス・ヴァロス・グラヴェス）、コルチャ刺繍師
- Violet Hilbert（ヴァイオレット・ヒルバート）、スカジット族ストーリーテラー
- Sosei Shizuye Matsumoto（シズエマツモト）、茶道師
- D. L. Menard（D.L.メナール）、ケイジャン・ソングライター、ミュージシャン
- Simon Shaheen（サイモン・シャヒーン）、ウード奏者
- Lily Vorperian（リリー・ヴォーペリアン）、マラシュ刺繍師
- Elder Roma Wilson（エルダー・ロマ・ウィルソン）、ゴスペル、ブルースハーモニカ奏者[16]

### 1995年
- Mary Holiday Black（メアリー・ホリデイ・ブラック）、ナバホ族の籠職人
- Lyman Enloe（ライマン・エンロー）、フィドラー
- Donny Golden（ドニー・ゴールデン）、アイリッシュ・ステップダンサー
- Wayne Henderson（ウェイン・ヘンダーソン）、弦楽器製作職人
- Bea Ellis Hensley（ビー・エリス・ヘンズリー）、鍛冶職人
- Nathan Jackson（ネイサン・ジャクソン）、トリンギット族の木彫職人、金属加工師、ダンサー
- Danongan Kalanduyan, クリンタンのミュージシャン
- Robert Jr. Lockwood（ロバート・ジュニア・ロックウッド）、デルタ・ブルース・ギタリスト
- Israel López（イスラエル・ロペス）、ベーシスト、作曲家、バンドリーダー
- Nellie Star Boy Menard（ネリー・スター・ボーイ・メラール、ラコタ族のキルト製作者
- Bao Mo-Li（ブー・モリ）、京二胡奏者
- Buck Ramsey（バック・ラムジー）、カウボーイ詩人、歌手

### 1996年
- Obo Addy（オボ・アディ）、打楽器奏者
- Betty Pisio Christenson（ベティ・ピシオ・クリステンソン）、卵ペインター
- Paul Dahlin（ポール・ダーリン）、フィドラー
- Juan Gutiérrez（ファン・ギタレス）、打楽器奏者
- Solomon & Richard Ho'opi'I（ソロモン&リチャード・ホオピル）、ハワイアン歌手
- Will Keys（ウィル・キーズ）、バンジョー奏者
- Joaquin Flores Lujan（ホアキン・フロレス・ルハン）、鍛冶職人
- Eva McAdams（エヴァ・マクアダムズ）, ショショーニ族のレガリア製作者
- John Mealing & Cornelius Wright, Jr.（ジョン・ミーリング&コーネリアス・ライトJr.）、鉄道ワークソング歌手
- Vernon Owens（ヴァーノン・オーウェンズ）、陶磁器職人
- Dolly Spencer（ドリー・スペンサー）、イヌピアット族の人形製作者

### 1997年
- Edward Babb（エドワード・バブ）、シャウト・バンドのリーダー
- Charles Brown（チャールズ・ブラウン）、ブルース・ピアニスト、歌手、作曲家
- Gladys Clark（グラディス・クラーク）、紡績職人、織工
- Georgia Harris（ジョージ・ハリス）、カトーバ族の陶芸家
- Hua Wenyi（華文漪）、崑曲歌手
- Ali Akbar Khan（アリ・アクバル・カーン）、伝統的なサロード奏者
- Ramón José López（ラモン・ホセ・ロペス）、サント製作者、金属工
- Jim & Jesse McReynolds（ジム&ジェシー・マクレイノルズ）、ブルーグラス・ミュージシャン
- Phong Nguyen (フォン・グエン)、ミュージシャン、民族音楽学者
- Hystercine Rankin（ヒスターシン・ランキン）、キルト職人
- Francis Whitaker（フランシス・ウィテカー）、鍛冶工、オーナメント製作者

### 1998年
- Apsara Ensemble（アプサラ・アンサンブル）、カンボジアの伝統的舞踏師、ミュージシャン
- Eddie Blazonczyk（エディ・ブラゾンジク）、ミュージシャン、バンドリーダー
- Dale Calhoun（デイル・カルホーン）、ボート製作者
- Bruce Caesar（ブルース・シーザー）、ソーク族/メスクワキ族-ポーニー族洋白職人[17]
- Antonio De La Rosa（アントニオ・デラロサ）、コンフント・アコーディオン奏者
- Epstein Brothers（エプスタイン・ブラザーズ）、クレズマー・ミュージシャン
- Sophia George（ソフィア・ジョージ）、ヤカマ族、コルヴィル族のビーズ職人
- Nadjeschda Overgaard、ハーダンガー針職人
- Harilaos Papapostolou、ギリシャのビザンティン聖歌歌手
- Claude "Fiddler" Williams（クロード・"フィドラー"・ウィリアムズ）、ジャズ、スウィング・フィドラー
- Pops Staples（ポップス・ステイプルズ）、ゴスペル、ブルース・ミュージシャン

### 1999年
- Frisner Augustin（フリスナー・オーガスティン）、ヘイシャン打楽器奏者
- Lila Greengrass Blackdeer（リラ・グリーングラス・ブラックディア）、ホーチャンク族ブラックアッシュバスケット製作者、針職人
- Shirley Caesar（シャーリー・シーザー）、 ゴスペル歌手
- Alfredo Campos（アルフレッド・カンポス）、馬の鬣細工師
- Mary Louise Defender Wilson、ヒダーツァ族伝統主義者、ストーリーテラー
- Jimmy "Slyde" Godbolt（ジミー・"スライド"・ゴッドボルト）、タップダンサー
- Ulysses Goode（ユリシス・グッド）、モノ族籠職人
- Bob Holt（ボブ；ホルト）、オザークのフィドラー
- Zakir Hussain（ザキール・フセイン）、タブラ奏者
- Elliott "Ellie" Mannette（エリオット・"エリー"・マネット）、スティールパン製作者、チューナー、奏者
- Mick Moloney（ミック・マホーニー）、アイリッシュ・ミュージシャン
- Eudokia Sorochaniuk（ユードキア・ソロチャニューク）、ウクライナ系アメリカ人の織工、染織アーティスト
- Ralph W. Stanley（ラルフ・W・スタンリー）、造船工

### 2000年
- Bounxou Chanthraphone、織工
- The Dixie Hummingbirds（ディキシー・ハミングバーズ）、ゴスペル・カルテット
- José González（ホセ・ゴンサレス）、ハンモック織工
- Nettie Jackson（ネティ・ジャクソン）、クリキタット族の籠職人
- Santiago Jiménez Jr.（サンチャゴ・ヒメネスJr.）、アコーディオン奏者
- Genoa Keawe（ジェノア・ケアヴェ）、歌手、ウクレレ奏者
- Frankie Manning（フランキー・マニング）、リンディホップ・ダンサー、振付師
- Joe Willie "Pinetop" Perkins（ジョー・ウィリー・"パイントップ"・パーキンズ）、ブルース・ピアニスト
- Konstantinos Pilarinos（コンスタンティノス・ピラリノス）、正統派ビザンチン様式のイコン木彫師
- Chris Strachwitz（クリス・ストラックウィッツ）、音楽プロデューサー、レコードレーベル創設者
- Dorothy Thompson（ドロシー・トンプソン）、織工
- Felipe García Villamil（フェリッペ・ガルシア・ヴァラミル）、打楽器奏者、宗教像製作者
- Don Walser（ドン・ウォルサー）、歌手、ギタリスト

### 2001年
- Celestino Avilés（セレスティーノ・アヴィレス）、宗教像製作者
- Mozell Benson（モゼル・ベンソン）、キルト製作者
- Wilson "Boozoo" Chavis（ウィルソン・"ブーズー"・チェイヴィス）、クレオールのザディコ・アコーディオン奏者
- Hazel Dickens（ヘイゼル・ディケンズ）、アパラチアの歌手、ソングライター
- João Oliveira dos Santos (Mestre João Grande)（ジョン・オリヴェイラ・ドス・サントス）、カポエイラアンゴラマスター
- Evalena Henry（エヴァリーナ・ヘンリー）、アパッチ族の籠職人
- Peter Kyvelos（ピーター・キヴェロス）、ウード製作者
- Eddie Pennington（エディ・ペニングトン）、サムピッキング・スタイルのギタリスト
- Qi Shu Fang（斉淑芳）、京劇役者
- Seiichi Tanaka（田中誠一）、太鼓奏者、道場設立者
- Dorothy Trumpold（ドロシー・トランポルド）、ラグ織工
- Fred Tsoodle（フレッド・ツゥードル）, カイオワ族の聖歌リーダー
- Joseph Wilson（ジョセフ・ウィルソン）、民俗学者

### 2002年
- Ralph Blizard（ラルフ・ブリザード）、フィドラー
- Loren Bommelyn、トロワ族の伝統継承者
- Kevin Burke（ケヴィン・バーク）、フィドラー
- Rose Cree and Francis Cree, オジブワ族の籠職人、ストーリーテラー
- Luderin Darbone and Edwin Duhon（ルデリン・ダーボンとエドウィン・ドゥホン）、ケイジャン・フィドラーとアコーディオン奏者
- Nadim Dlaikan、ナイ（リード笛）奏者
- David "Honeyboy" Edwards（デイヴィッド・"ハニーボーイ"・エドワーズ）、ブルース・ギタリスト、歌手
- Flory Jagoda、歌手、ソングライター、ギタリスト
- Clara Neptune Keezer、パスマカドティ族の籠製作者
- Bob McQuillen（ボブ・マキレン）, コントルダンス・ミュージシャン、作曲家
- Jean Ritchie、アパラチアのミュージシャン、ソングライター
- Domingo Saldivar、コンフント・アコーディオン奏者
- Losang Samten, チベットの僧侶、砂曼荼羅製作者

### 2003年
- Jesus Arriada, Johnny Curutchet, Martin Goicoechea and Jesus Goni、バスク地方のベルチョラリツァ詩人
- Rosa Elena Egipciaco、ムンディヨ（プエルトリコのボビン・レース）職人
- Agnes "Oshanee" Kenmille、サリッシュ族のビーズ細工師、レガリア製作者
- Norman Kennedy（ノーマン・ケネディ）、織工、歌手、ストーリーテラー
- Roberto Martinez（ロベルト・マルティネス） and Lorenzo Martinez（ロレンソ・マルティネス）、父子のミュージシャン
- Norma Miller（ノーマ・ミラー）、スウィング・ダンサー、振付師
- Carmencristina Moreno、歌手、作曲家、教師
- Ron Poast（ロン・ポースト）、ハーダンガー・フィドル製作者
- Felipe I. Ruak and Joseph K. Ruak、父子のカロリン人スティック・ダンサー
- Manoochehr Sadeghi、サントゥール奏者
- Nicholas Toth（ニコラス・トス）、ダイヴィング・ヘルメット製作者

### 2004年
- Anjani Ambegaokar、カタックダンサー
- Charles "Chuck" T. Campbell（チャールズ・"チャック"・キャンベル）、ゴスペル・スティール・ギタリスト
- Joe Derrane（ジョー・デレーン）、アイルランド系アメリカ人のボタン・アコーディオン奏者
- Jerry Douglas（ジェリー・ダグラス）、ドブロ奏者
- Gerald "Subiyay" Miller（ジェラルド・"スビイェイ"・ミラー）、スコーコミッシュ族の伝統継承者、彫刻家、籠製作者
- Chum Ngek（チュム・ンゲク）、カンボジア人ミュージシャン、教師
- Milan Opacich（ミラン・オパシック）、タンブリッツァ（楽器）製作者
- Eliseo Rodriguez and Paula Rodriguez（エリセオ&ポーラ・ロドリゲス）、夫婦の藁アップリケ・アーティスト
- Koko Taylor（ココ・テイラー）、ブルース・ミュージシャン
- Yuqin Wang and Zhengli Xu、中国の操り人形師[18]

### 2005年
- Eldrid Skjold Arntzen、ローズマリング職人
- Earl Barthé（アール・バルテ）、建設職人（左官職人）
- Chuck Brown（チャック・ブラウン）、ミュージカル・イノヴェーター
- Janette Carter（ジャネット・カーター）、カントリー・ミュージシャン
- Michael Doucet（マイケル・ドゥーセ）、ケイジャン・フィドラー、作曲家、バンドリーダー
- Big Joe Duskin（ビッグ・ジョー・ダスキン）、ブルース、ブギウギ・ピアニスト[19]
- Jerry Grcevich、タンブリツァ奏者、プリム奏者
- Wanda Jackson（ワンダ・ジャクソン）、カントリー、ロカビリー、ゴスペル歌手
- Grace Henderson Nez,（グレース・ヘンダーソン・ネズ）、ナバホ織工
- Herminia Albarrán Romero（ヘルミニア・アルバラン・ロメロ）、紙切りアーティスト
- Beyle Schaechter-Gottesman、イディッシュ歌手、ソングライター、詩人
- Albertina Walker（アルバーティナ・ウォーカー）、ゴスペル歌手
- James Ka'upena Wong（ジェイムズ・カウペナ・ウォング）、ハワイアン・チャンター[20]

### 2006年
- Charles M. Carrillo（チャールズ・M・カリヨ）、宗教像製作者
- Delores Elizabeth Churchill（デロレス・エリザベス・チャーチル）、ハイダ族の樹皮職人
- Henry Gray（ヘンリー・グレイ） ブルース・ピアノ奏者、歌手
- Doyle Lawson（ドイル・ローソン）、ゴスペル、ブルーグラス歌手、バンドリーダー
- Esther Martinez（エスター・マルティネス）、テワ族言語学者、ストーリーテラー
- Diomedes Matos、弦楽器製作者
- George Na'ope（ジョージ・ナオペ）、フラ・マスター
- Wilho Saari、カンテレ奏者
- Mavis Staples（メイヴィス・ステイプルズ）、ゴスペル、R&B歌手
- Nancy Sweezy（ナンシー・スウィージー）、民俗学者、陶芸家
- Treme Brass Band（トレメ・ブラスバンド）、ニューオーリンズのブラスバンド

### 2007年
- Nicholas Benson（ニコラス・ベンソン）、石文字の切り出し職人、書家
- Sidiki Conde（シディキ・コンド）、ギニア系ダンサー、ミュージシャン
- Violet Kazue de Cristoforo（ヴァイオレット・カズエ・クリストフォロ）、俳句詩人、歴史学者
- Roland Freeman（ローランド・フリーマン）、写真ドキュメンタリー作家、作家、展示キュレーター
- Pat Courtney Gold（パット・コートニー・ゴールド）、ワスコ族のサリー・バッグ織工
- Eddie Kamae（エディ・カメエ）、ハワイアン・ミュージシャン
- Agustin Lira（オーガスティン・リラ）、チカーノ歌手、ミュージシャン
- Julia Parker（ジュリア・パーカー）、カシアポモ族の籠職人
- Mary Jane Queen（メアリー・ジェーン・クイーン）、アパラチアのミュージシャン
- Joe Thompson（ジョー・トンプソン）、ストリング・バンドのミュージシャン
- Irvin Trujillo（アーヴィン・トルヒーヨ）、リオグランデ織工
- Elaine Hoffman Watts（イレイン・ホフマン・ワッツ）、クレズマー・ミュージシャン

### 2008年
- Horace Axtell（ホラス・アクステル）、ネズ・パース族の打楽器製作者、歌手、伝統継承者
- Dale Harwood（デイル・ハーウッド）、サドル製作者
- Bettye Kimbrell（ベティ・キンブレル）、キルト職人
- Jeronimo E. Lozano（ジェロニモ・E・ロサーノ）、ペルシャのレタブロ製作者
- Oneida Hymn Singers of Wisconsin（オナイダ・ヒム・シンガーズ・ウィスコンシン）
- Sue Yeon Park（ス・ヨン・パク）、韓国人ダンサー、ミュージシャン
- Moges Seyoum、エチオピア人の礼拝奉仕者、学者
- Jelon Vieira、カポエイラ・マスター
- Michael White（マイケル・ホワイト）、トラディショナル・ジャズのミュージシャン、バンドリーダー
- Mac Wiseman（マック・ワイズマン）、ブルーグラス・ミュージシャン
- Walter Murray Chiesa（ウォルター・マレー・チーサ）、伝統芸術専門家、評論家

### 2009年
- Birmingham Sunlights（バーミンガム・サンライツ）、5人、4声ハーモニーのアカペラ・ゴスペル・グループ
- Edwin Colón Zayas（エドウィン・コロン・サヤス）、プエルトリコのクアトロ
- Chitresh Das（チトレシュ・ダス）、カタック・ダンサー、振付師
- LeRoy Graber（リロイ・グレイバー）、サウスダコタ州のドイツ系ロシア人のウィロー籠製作者
- "Queen" Ida Guillory（クイーン・アイダ・ギロリー）、ザディコ・ミュージシャン、歌手
- Dudley Laufman（ダドリー・ローフマン）、コントルダンスおよびバーンダンス・コーラー、ミュージシャン
- Amma D. McKen（アマ・D・マッケン）、ヨルバオリシャ歌手
- Joel Nelson（ジョエル・ネルソン）、カウボーイ詩人
- Teri Rofkar（テリ・ラフカー）、トリンギット族の檻工、籠職人
- Mike Seeger（マイク・シーガー）、フォーク・ミュージシャン、文化学者
- Sophiline Cheam Shapiro、カンボジアの古典舞踏師、振付師

### 2010年
- Yacub Addy、ガーナ人打楽器奏者、ガー族の音楽の保存に努める
- Jim "Texas Shorty" Chancellor（ジム・"テキサス・ショーティー"・チャンセラー）、テキサスのフィドラー
- Gladys Kukana Grace（グラディス・クカナ・グレース）、ラウハラ（ヤシの葉）の織工
- Mary Jackson（メアリー・ジャクソン）、ガラ人のスイートグラス籠職人
- Delano Floyd "Del" McCoury（デラーノ・フロイド・"デル"・マクーリー）、ブルーグラス・ギタリスト、歌手
- Judith McCulloh（ジュディス・マッカロー）、民俗学者、編集者
- Kamala Lakshmi Narayanan（カマラ・ラクシュミ・ナラヤナン）、バラタナティヤム・インディアン・ダンサー
- Mike Rafferty（マイク・ラファーティー）、アイリッシュ・フルート奏者
- Ezequiel Torres（エセキエル・トーレス）、アフロキューバンの打楽器奏者、打楽器製作者

### 2011年
- Laverne Brackens（ラヴァーン・ブラッケンズ）、キルト職人
- Carlinhos Pandeiro de Ouro、フレームドラム奏者、打楽器奏者
- Bo Dollis（ボ・ドリス）、マルディグラ・インディアンのチーフ
- Jim Griffith（ジム・グリフィス）、民俗学者
- Roy and PJ Hirabayashi（ロイとPJヒラバヤシ）、太鼓奏者
- Ledward Kaapana（レドワード・カアパナ）、ウクレレ奏者、スラックキーギタリスト
- Frank Newsome（フランク・ニューサム）、オールド・レギュラー・バプティストの歌手
- Warner Williams（ワーナー・ウィリアムズ）、ピードモント・ブルース歌手
- Yuri Yunakov、ブルガリア人サクソフォーン奏者

### 2012年
- Mike Auldridge（マイク・オールドリッジ）、ドブロ奏者
- Paul & Darlene Bergren（ポール&ダーリン・バーグレン）、犬ぞり、スノーシューのデザイナー、製作者
- Harold A. Burnham（ハロルド・バーナム）、造船工
- Albert B. Head（アルバート・B・ヘッド）、伝統芸術評論家
- Leonardo "Flaco" Jiménez（レオナルド・"フラコ"・ヒメネス）、アコーディオン奏者
- Lynne Yoshiko Nakasone（リン・ヨシコ・ナカソネ）、ダンサー
- Molly Neptune Parker、パサマクォディ族の籠職人
- The Paschall Brothers（パシャル・ブラザーズ）、ゴスペル・カルテット
- Andy Statman（アンディ・スタットマン）、クレズマーのクラリネット奏者、マンドリン奏者、作曲家

### 2013年
- Sheila Kay Adams（シーラ・ケイ・アダムズ）、ストーリーテラー、ミュージシャン
- Ralph Burns（ラルフ・バーンズ）、ピラミッド湖パイウート族のストーリーテラー
- Verónica Castillo（ヴェロニカ・カスティーヨ）、セラミック・アーテイスト、粘土細工師
- Séamus Connolly（シーマス・コノリー）、アイリッシュ・フィドラー、学者
- Nicolae Feraru（ニコラエ・フェラル）、ツィンバロム奏者
- Carol Fran（キャロル・フラン）、スワンプ・ブルース歌手、ピアニスト（クレオール仏語と英語の両方で歌う歌手）
- Pauline Hillaire（ポーリン・ヒレア）、ルミ族のアーティスト、教師、ストーリーテラー
- David Ivey（デイヴィッド・アイヴィー）、セイクレッド・ハープ歌手
- Ramón "Chunky" Sánchez（ラモン・"チャンキー"・サンチェス）、チカーノ・ミュージシャン

### 2014年
- Henry Arquette（ヘンリー・アーケット）、モホーク族の籠職人
- Manuel "Cowboy" Donley（マニュエル・"カウボーイ"・ドンリー）、テハノ・ミュージシャン、歌手
- Kevin Doyle（ケヴィン・ドイル）、アイリッシュ・ステップダンサー
- The Holmes Brothers（ホームズ・ブラザーズ）、ブルース、ゴスペル、R&Bバンド
- Yvonne Walker Keshick（イヴォン・ウォーカー・ケシック）、オタワ族の（ヤマアラシの）針毛アーティスト[22]
- Carolyn Mazloomi（キャロリン・L・マズルーミ）、キルト・コミュニティ支持者
- Vera Nakonechny（ヴェラ・ナコネクニー）、ウクライナの刺繍師、ビーズ細工師
- Singing & Praying Bands of Maryland and Delaware（シンギング&プレイング・バンズ・オヴ・メリーランド&デラウェア）、アフリカ系アメリカ人の宗教曲歌手グループ
- Rufus White（ルーファス・ホワイト）、オマハ族の伝統的歌手、打楽器グループ・リーダー

### 2015年
- Rahim AlHaj（ラヒム・アルハジ）、ウード奏者、作曲家
- Michael Alpert（マイケル・アルパート）、イディッシュ・ミュージシャン、伝統継承者
- Mary Lee Bendolph, Lucy Mingo, and Loretta Pettway（メアリー・リー・ベンドルフ、ルーシー・ミンゴ、ロレッタ・ペットウェイ）、アラバマ州ボイキン（ジーズ・ベンド）のキルト職人
- Dolly Jacobs（ドリー・ジェイコブズ）、サーカスのアクロバット師
- Yary Livan（ヤリー・リヴァン）、カンボジア人の陶芸家
- Daniel Sheehy（ダニエル・シーヒー）、民族音楽学者、民俗学者
- Drink Small（ドリンク・スモール）、ブルース・アーテイスト
- Gertrude Yukie Tsutsumi（ガートルード・ユキエ・ツツミ）、日本の伝統舞踊師
- Sidonka Wadina（シドンカ・ワディナ）、スロバキアの藁アーテイスト、卵デコレーター

### 2016年
- Bryan Akipa（ブライアン・アキパ）、ダコタ・フルート製作者、奏者
- Monk Boudreaux（モンク・ブードロー）、マルディグラ・インディアン工芸職人、ミュージシャン
- Billy McComiskey（ビリー・マコーミスキー）、アイリッシュ・ボタン・アコーディオン奏者
- Artemio Posadas（アーテミオ・ポサダス）、 ワステカ人のソン・ミュージシャン、支持者
- Clarissa Rizal（クラリサ・リザル）、トリンギット族の儀式用レガリア製作者[24]
- Theresa Secord（テレサ・セコード）、ペノブスコット国アッシュ/スイートグラス籠職人
- Bounxeung Synanonh、ラオスのケーン奏者
- Michael Vlahovich（マイケル・ヴラホヴィッチ）、造船工マスター
- Leona Waddell（レオナ・ワデル）、ホワイトオーク籠職人

### 2017年
- Norik Astvatsaturov（ノリク・アストヴァツァトゥロフ）、アルメニアの彫金アーティスト
- Anna Brown Ehlers（アンナ・ブラウン・エーラーズ）、チルカット織工
- Modesto Cepeda（モデスト・セペダ）、ボンバ、プレナ・ミュージシャン
- Ella Jenkins（エラ・ジェンキンズ）、子供向けフォーク歌手、ミュージシャン
- Dwight Lamb（ドゥワイト・ラム）、デンマーク人のボタン・アコーディオン奏者、ミズーリ・スタイルのフィドラー
- Thomas Maupin（トーマス・モーピン）、オールドタイムなバックダンサー
- Cyril Pahinui（シリル・パヒヌイ）、ハワイアン・スラック・キー・ギタリスト
- Phil Wiggins（フィル・ウィギンズ）、アコースティック・ブルースのハーモニカ奏者
- Eva Ybarra（エヴァ・イバラ）、コンフント・アコーディオン奏者、バンドリーダー

### 2018年
- Feryal Abbasi-Ghnaim、パレスチナ人の刺繍師
- Eddie Bond（エディ・ボンド）、アパラチアのフィドラー
- Kelly Church（ケリー・チャーチ）、ガン・レイク・バンド・ポタワトミ・ブラックアッシュ籠職人
- Marion Coleman（マリオン・コールマン）、アフリカ系アメリカ人のキルト職人
- Manuel Cuevas（マニュエル・クエバス）、メキシコ系アメリカ人のロデオ裁縫師
- Ofelia Esparza、チカーナ・アルタリスタ (死者の日の祭壇製作者)
- Barbara Lynn（バーバラ・リン）、アフリカ系アメリカ人のR&Bギタリスト
- Don and Cindy Roy（ドン&シンディー・ロイ）、フランス系アメリカ人のミュージシャン
- Ethel Raim、伝統音楽と舞踊の提唱者[25]

### 2019年
- Dan Ansotegui（ダン・アンソテグイ）、バスク地方のミュージシャン、伝統継承者
- Grant Bulltail（グラント・ブルテイル）、クロウ族のストーリーテラー
- Linda Goss（リンダ・ゴス）、アフリカ系アメリカ人のストーリーテラー
- James F. Jackson（ジェイムズ・F・ジャクソン）、革職人
- Balla Kouyaté（バラ・クヤテ）、バラフォン奏者、ジェリ
- Josephine Lobato（ジョセフィン・ロバート）、スペイン人のコルチャ刺繍師
- Rich Smoker、囮彫刻師
- Las Tesoros de San Antonio: Beatriz "La Paloma del Norte" Llamas（ベアトリス・"ラ・パロマ・デル・ノルテ"・リャモス） and Blanquita "Blanca Rosa" Rodríguez（ブランキタ・"ブランカ・ロサ"・ロドリゲス）、テハノ歌手
- Bob Fulcher、民俗学者

### 2020年
- William Bell（ウィリアム・ベル）、ソウル歌手、ソングライター
- Onnik Dinkjian、アルメニア人の民謡、典礼歌手
- Zakarya and Naomi Diouf、西アフリカのディアスポラ・ダンサー
- Karen Ann Hoffman（キャレン・アン・ホフマン）、イロコイ族によって育てられたビーズ職人
- Los Matachines de la Santa Cruz de la Ladrillera（ロス・マタチネス・デ・ラ・サンタクルス・デ・ラ・ラドリエイェール）、伝統的宗教ダンサー
- John Morris（ジョン・モリス）、古典的なフィドラー、バンジョー奏者
- Suni Paz（スニ・パス）、ヌエバ・カンシオン歌手、ソングライター
- Wayne Valliere（ウェイン・ヴァリエール）、シラカバの樹皮を使用したカヌーのビルダー
- Hugo N. Morales（ヒューゴ・N・モラレス）、ラジオ・プロデューサー、ラジオ・ネットワーク・ビルダー

### 2021年
- Cedric Burnside（セドリック・バーンサイド）、ヒルカントリーのブルース・ミュージシャン
- Tagumpay De Leon（タグンパイ・デレオン）、ロンダーリャ・ミュージシャン
- Anita Fields（アニータ・フィールズ）、オセージ族リボン職人
- Los Lobos（ロス・ロボス）、メキシコ系アメリカ人のバンド
- Joanie Madden（ジョーニー・マッデン）、アイリッシュのフルート奏者
- Reginald McLaughlin（レジナルド・マクラフリン）、タップダンサー
- Nellie Vera Sánchez（ネリー・ヴェラ・サンチェス）、ムンディヨ・マスター織工
- Winnsboro Easter Rock Ensemble（ウィンズボロ・イースター・ロック・アンサンブル）、イースター・ロック・スピリチュアル・アンサンブル
- Tom Davenport（トム・ダヴェンポート）、映画製作者、ドキュメンタリー作家、メディア・キュレーター

### 2022年
- Michael Cleveland（マイケル・クリーヴランド）、ブルーグラス・フィドラー
- Eva Enciñias（エバ・エンシニアス）、フラメンコ・アーテイスト
- Excelsior Band（エクセルシオール・バンド）、ブラスバンド・ミュージシャン
- Stanley Jacobs（スタンリー・ジェイコブス）、ケルベ音楽のフルート奏者、バンドリーダー
- The Legendary Ingramettes（レジェンダリー・イングラメッツ）、ゴスペル・ミュージシャン
- Francis Palani Sinenci、ハワイ式住居（ハレ）建築家
- Tsering Wangmo Satho、チベット・オペラ歌手、ダンサーT
- C. Brian Williams（C・ブライアン・ウィリアムズ）、ステップ・アーテイスト、プロデューサー
- Shaka Zulu（シャカ・ズールー）、マルディグラ・インディアンのマスク製作者、スティルト・ダンサー、ミュージシャン
- TahNibaa Naataanii、ナバホ族（ディネ族）のテクスタイル・アーテイスト、織工

### 2023年
- R. L. Boyce（R.L.ボイス）、ヒルカントリーのブルース・ミュージシャン
- Ed Eugene Carriere（エド・ユージン・カリエ）、スクアミッシュ族の籠職人
- Michael A. Cummings（マイケル・A・カミングス）、アフリカ系アメリカ人キルト職人
- Joe DeLeon "Little Joe" Hernández（ジョー・デレオン・"リトル・ジョー"・ヘルナンデス）、テハノ・ミュージシャン
- Roen Hufford（ローン・ハフォード）、ハワイのカパ製作者
- Elizabeth James-Perry（エリザベス・ジェイムズ・ペリー）、ワンパノアグ族のワムパム、繊維アーティスト
- Luis Tapia（ルイス・タピア）、ヒスパニックの彫刻師
- Wu Man（呉蛮）、琵琶奏者
- Nick Spitzer（ニック・スピッツァー）、民俗学者、教育者、ラジオ・プロデューサー

### 2024年
- Bril Barrett（ブリル・バレット）、タップダンサー
- Fabian Debora（ファビアン・デボラ）、チカーノ・アーティスト
- Rosie Flores（ロージー・フローレス）、ロカビリー、カントリー・ミュージシャン
- Trimble Gilbert（トリンブル・ギルバート）、グウィッチン族のフィドラー
- Todd Goings（トッド・ゴーイングス）、メリーゴーランド彫刻師、修復職人
- Susan Hudson（スーザン・ハドソン）、ナバホ/ディネ族キルト職人
- Pat Johnson（パット・ジョンソン）、地域活動家、組織委員
- June Kuramoto（ジュン・クラモト）、琴奏者
- Sochietah Ung、カンボジアの衣装製作者、ダンサー
- Zuni Olla Maidens、伝統的なズニ族のダンサー、歌手

### 2025年
- Carmen Baron（カルメン・バロン）、メキシコ系民族衣装製作者、ダンサー
- Peniel Guerrier（ペニエル・ゲリエ）、ハイチのダンサー、打楽器奏者、教育者
- Adrienne Reiko Iwanaga（アドリアン・レイコ・イワナガ）、盆踊り舞踏師、教師、振付師
- Ernie Marsh（アーニー・マーシュ）、ハミ、拍車製作者/銀加工職人
- Edward Poullard（エドワード・プーラー）、 クレオール・ミュージシャン
- Steven Tamayo（スティーヴン・タマヨ）、伝統的なラコタ族のアーティスト、教育者
- Ukrainian Bandurist Chorus of North America（ウクレイニアン・バンドゥーリスト・コーラス・オヴ・ノース・アメリカ）、男性コーラスとバンドゥーラのアンサンブル